# Parastivalius gressitti
Parastivalius gressitti är en loppart som beskrevs av Holland 1969. Parastivalius gressitti ingår i släktet Parastivalius och familjen Stivaliidae. Inga underarter finns listade i Catalogue of Life.